# هاوک‌گرل
هاوک‌گرل (به انگلیسی: Hawkgirl) یک شخصیت خیالی ابرقهرمان در کتاب‌های کامیک آمریکایی منتشر شده توسط دی‌سی کامیکس است، و یکی از نخستین ابرقهرمانان مؤنث بود. اولین شخصیت هاوک‌گرل با نام شیئرا سندرز هال توسط گاردنر فاکس و دنیس نویل خلق شده‌است و برای اولین بار، در شمارهٔ ۱ مجلهٔ کمیک‌های فلش (ژانویه ۱۹۴۰) معرفی شد. کندرا سندرز توسط نویسنده دیوید اس. گویر و جمیز رابینسون خلق شده‌است که برای اولین بار در شمارهٔ ۱ انجمن عدالت آمریکا (اوت ۱۹۹۹) حضور پیدا کرد.

## قدرت‌ها
هاوک گرل قادر به پرواز کردن است و با گرزی که دارد، می‌تواند دشمنان را از بین ببرد. در کمیک بی‌عدالتی: خدایان میان ما، به یک قدرت دیگر او نیز اشاره شده: بعد از این که سوپرمن، دیک گریسون (نایت وینگ، اوّلین پسر خواندهٔ بتمن و اوّلین رابین) و دامیان را از انفجار نجات می‌دهد، آن‌ها را کنار می‌گذارد و به سراغ بروس وین (بتمن) می‌رود. بعد از بحث سوپرمن و بتمن، دامیان پیش بتمن می‌رود و می‌گوید که سوپرمن پدر بهتری است و می‌تواند بهتر از ما مراقبت کند و در این باره بحث می‌کنند.
چند وقت بعد، موقعی که زن شگفت‌انگیز، دیک، دامیان، بروس و سوپرمن زمین لرزه‌ای را در تیمارستان آرکهام احساس می‌کنند، دست سولومان گراندی بیرون می‌آید و دامیان را با خود می‌برد. سوپرمن، بتمن و واندر ومن جلوی سولومان گراندی را گرفتند و دیک، دامیان را در حالی که خودش را به بیهوشی زده بود، بیرون برد و بیدار کرد. دیک که مطمئن بود دامیان با بروس دعوا خواهد کرد، سعی کرد خیلی دوستانه به او بفهماند که تنها سوپرمن نیست که در آرکهام با افراد بد می‌جنگد و بتمن هم کمک می‌کند. دامیان هم مثل همیشه عصبی می‌شود و تیغی را به کمر دیک پرت می‌کند و او را می‌کشد. بتمن دیک را با حضور دیگران در شب بارانی غم ناک خاک می‌کند و پسر کوچک و بزرگ خود را رها می‌کند.
چند ماه بعد دامیان به batcave (مخفیگاه بتمن) می‌رود و با عصبانیت دربارهٔ دلیل ترک او در قبرستان با پدرش دعوا می‌کند. آلفرد سعی خود را می‌کند تا او را آرام کند امّا بی‌فایده است. پس به بتمن هشدار می‌دهد تا مراقب خشم دامیان باشد تا به خاطر پرت کردن چیزی او را هم نکشد! هاوک‌گرل بعد از این که چیزی که دامیان پرت کرده بود را در هوا می‌گیرد، دامیان را بلند می‌کند و پیش سوپرمن می‌برد. دامیان از این که او جای batcave را می‌داند تعجب می‌کند و پرس و جو می‌کند و هاوک‌گرل می‌گوید این را از لباسی که لکس لوتر طراحّی کرده‌است، فهمیدم (که یک دروغ است). در ضمن او چهرهٔ واقعی مارشن من هانتر را می‌داند.